# سیارک ۲۳۹۶۱۱
سیارک ۲۳۹۶۱۱ (به انگلیسی: 239611 Likwohting، نامگذاری:2008UC212)۲۳۹۶۱۱مین سیارک کشف شده‌است که در ۲۳ اکتبر ۲۰۰۸ کشف شد.